# Шнейдер, Фридрих Герман
Фридрих Герман Шнейдер (нем. Friedrich Hermann Schneider; 6 апреля 1806, Виндава, Курляндская губерния, Российская империя — 19 января 1865, Тальсен, Курляндская губерния, Российская империя) — российский врач, анатом, профессор Императорского Дерптского университета (1847—1853).

## Биография
Родился в Виндаве в семье учителя. Будучи студентом, в 1838 году стал помощником А. В. Фолькмана  при патологическом институте Дерптского университета, а в 1840 году получил степень доктора медицины. После научной поездки в Берлин, Дрезден и Брауншвейг Шнейдер получил место прозектора при анатомическом театре Дерптского университета, в 1845 году — место приват-доцента и в 1847 году — место экстраординарного профессора кафедры анатомии медицинского факультета Дерптского университета. В этой должности также читал лекции по ветеринарным наукам. В 1853 году вследствие паралича Шнейдер был вынужден оставить свою должность.